# Buccellato

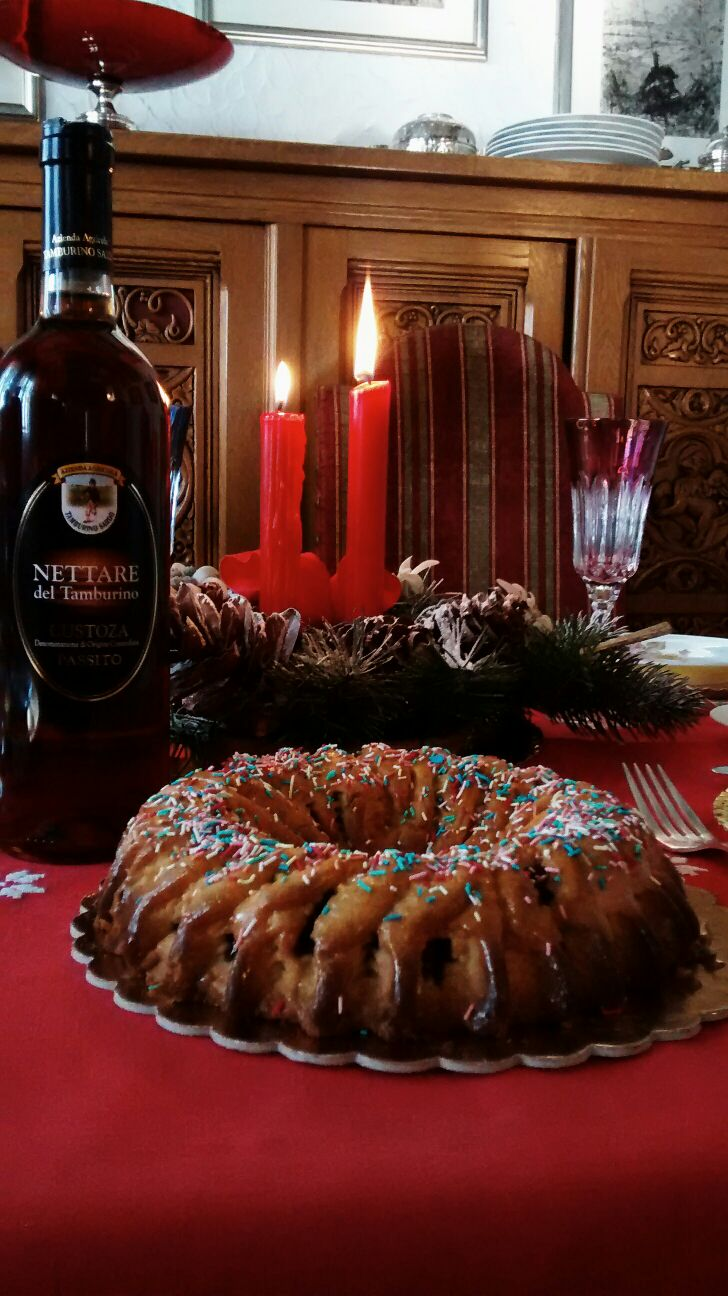
Buccellato con canditi

Il buccellato (dal siciliano vucciḍḍatu, recuperato per prestigio dal latino buccellatum, *sbocconcellato), variante delle cosi duci, è un dolce tradizionale siciliano che viene consumato nel periodo natalizio.
È una produzione tipica della provincia di Palermo ed è stata inserita nella lista dei prodotti agroalimentari tradizionali italiani (P.A.T.) conservata presso il Ministero delle politiche agricole alimentari e forestali (MIPAAF).
Si differenzia dai cosi duci trapanesi, per le sue forme e per l'utilizzo di alcuni ingredienti differenti.

## Storia
In Sicilia ogni festa che si rispetti ha il suo dolce o il suo cibo tradizionale che, pur mantenendo nella sua generalità definite caratteristiche, viene a seconda delle località riproposto in varie forme e nomi. Prima dell'avvento del panettone e del pandoro, di origine settentrionale, in provincia di Palermo , il principale, se non unico, dolce natalizio era rappresentato dal buccellato: un impasto di farina cotto al forno, a forma di ciambella, farcito nel suo interno e decorato all'esterno. In altre versioni, come a Collesano, il buccellato prende la forma di un vero e proprio biscotto anch'esso farcito ma ricoperto con una glassa decorata.
L'origine della parola risale quantomeno al latino buccellātum, da buccella (da intendersi questo, alla lettera, come "morso" o "boccone"), diminutivo di bucca. 
Il buccellatus, confezionato con acqua, semola o fiore di farina, di qualità differente in base a coloro ai quali era destinato, veniva ampiamente utilizzato da naviganti, panis nauticus, e dai legionari, panis castrensis, sia perché poteva essere conservato a lungo sia perché facilmente trasportabile. 
Sovente veniva dato a questo pane una forma circolare o "a corona", con un buco al centro a forma di ciambella, così da poter appendere le forme, come degli anelli, in un bastone.
Nel corso delle festività romane il buccellatus venne poi abbellito con delle punte intagliando la pasta in superficie che assumeva in tal modo un aspetto di una corona, panis coronarius. Con il tempo il termine buccellatus sarà utilizzato per schernire il corpo di guardia degli imperatori Antonini, i Buccelarii, ovvero i mangiapane o buffoni ad indicarne l'infedeltà e la corruttibilità. In ogni caso si trattava sempre di panis siccus non sempre gradito a tutti. Con il cambiamento dello stile alimentare, che diveniva sempre più raffinato, i Romani iniziarono ad associare l'assunzione del buccellatus a frutti freschi o secchi, come i fichi, o al miele o al sale. 
A Collesano, come anticipato, la tradizione dolciaria natalizia prevede sulla tavola la presenza del buccellato o cucciḍḍatu, variante del dialetto locale, come effetto della dissimilazione. Essenziale è la farcitura composta da fichi, uva passa, mandorle, noci, zuccata, miele, cioccolato fondente e canditi. Questi ingredienti, ben inseriti nella pasta composta di acqua, farina, strutto, uova, zucchero e latte, che vengono poi fatti cuocere al forno, facendoli ben amalgamare con l'involucro, poi rivestito da una glassa di zucchero decorata con cioccolata e scaglie di pistacchio. Questi ingredienti fanno supporre che siano stati gradatamente rielaborati al tempo della dominazione araba quando nel suo territorio, a Garbinogara sulle sponde dell'Imera settentrionale, si iniziava a coltivare la canna da zucchero e dall'oriente veniva introdotto il pistacchio. Solo dopo la scoperta dell'America, sarà possibile l'inserimento della cioccolata utilizzata sia per decorarne la superficie che per farcirne il contenuto.

## Caratteristiche[7]
Si tratta di un impasto di pasta frolla, steso a sfoglia non sottile e farcita con un ripieno di fichi secchi, uva passa, mandorle, scorze d'arancia o altri ingredienti che variano a seconda delle zone in cui viene preparato, poi chiusa e conformata a forma di ciambella.
Il ripieno di fichi, più tradizionale, è invece costituito da un impasto di fichi secchi, frutta candita e pezzetti di cioccolato.
Il buccellato casereccio viene solitamente ricoperto di glassa; quello di pasticceria è invece ricoperto di zucchero a velo o di frutta candita. Cotto al forno, il buccellato si conserva a lungo.

## Prodotti analoghi
Esiste anche il Buccellato di Lucca, fatto però con ingredienti diversi.